# Şahdağ Qusar
Şahdağ Qusar (azer. Şahdağ Qusar Futbol Klubu) – azerski klub piłkarski, z siedzibą w Qusarze. 

## Historia
Chronologia nazw:
- 1950—1989: Neftegaz Qusari
- 1990—1994: Şahdağ Qusar
- 199?—1998: Neftegaz Qusar
- 1998—2003: Şahdağ Qusar
- 2003—2005: Şahdağ-Samur Qusar
- 2005—...: Şahdağ Qusar

Klub został założony w 1950 roku jako Neftegaz Qusari. Zespół występował w rozgrywkach amatorskich Azerbejdżańskiej SRR. W 1990 zmienił nazwę na Şahdağ Qusar i debiutował w Wtoroj lidze B, 3 strefie, w której grał do 1991 roku.
Po rozpadzie ZSRR klub debiutował działalność w rozgrywkach Azerbejdżańskiej Premier Ligi. W sezonie 1993/94 zajął 13 miejsce i spadł do Azerbejdżańskiej Pierwszej Ligi. Potem zmienił nazwę na Neftegaz Qusar. W 1998 powrócił do Premier ligi, również podczas sezonu przywrócił nazwę Şahdağ Qusar. Po zakończeniu etapu pierwszego zajął spadkowe przedostatnie 13 miejsce, ale już nie przystąpił do rozgrywek drugiego etapu przez problemy finansowe. W sezonie 1999/2000 zespół nie brał udziału w rozgrywkach, dopiero w 2000 roku startował w Pierwszej Lidze, a po zakończeniu sezonu zdobył awans do Premier Ligi. W latach 2003–2005 występował pod nazwą Şahdağ-Samur Qusar. W 2007 zajął przedostatnie 13 miejsce i został zdymisjonowany do Pierwszej Ligi.

## Sukcesy

### Trofea międzynarodowe
Nie uczestniczył w rozgrywkach europejskich (stan na 31-05-2014).

### Trofea krajowe
| \| \| Zdobyte trofea w rozgrywkach Azerbejdżanu (stan na: 18-08-2014) \| |                                                                 |      |                  |
| Rozgrywki                                                                | Osiągnięcie                                                     | Razy | Sezon(y)         |
| Mistrzostwo                                                              | I miejsce                                                       | 0    |                  |
| Mistrzostwo                                                              | II miejsce                                                      | 0    |                  |
| Mistrzostwo                                                              | III miejsce                                                     | 0    |                  |
| Mistrzostwo                                                              | 8 miejsce                                                       | 2    | 2002, 2006       |
| Puchar                                                                   | zdobywca                                                        | 0    |                  |
| Puchar                                                                   | finalista                                                       | 0    |                  |
| Puchar                                                                   | ćwierćfinalista                                                 | 3    | 1993, 2001, 2002 |
| II liga                                                                  | I miejsce                                                       | 1    | 1998             |
| II liga                                                                  | II miejsce                                                      | 2    | 2001, 2009       |
| II liga                                                                  | III miejsce                                                     | 0    |                  |
| Azerbejdżan                                                              | Zdobyte trofea w rozgrywkach Azerbejdżanu (stan na: 18-08-2014) |      |                  |

## Stadion
Klub rozgrywa swoje mecze domowe na stadionie im. Şövkət Orduxanov w Qusarze, który może pomieścić 4,000 widzów.